# Jaroslav Foglar
Jaroslav Foglar (6. července 1907 Praha – 23. ledna 1999 Praha) byl populární český spisovatel literatury pro mládež, významná osobnost českého skautského hnutí, redaktor několika dětských časopisů a zážitkový vychovatel. Pod skautskou přezdívkou Jestřáb vedl po většinu svého života chlapecký (původně klasický skautský, později jinak nazývaný) oddíl Pražskou Dvojku. Část jeho literárního díla (zejména příběhy Rychlých šípů a Hochů od Bobří řeky) přešla v Česku do obecného povědomí a některé jeho pojmy a fráze zlidověly.

## Životopis

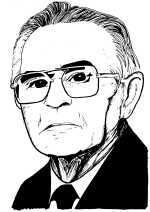
Jaroslav Foglar (portrét-kresba Kamila Albrechta)

### Dětství

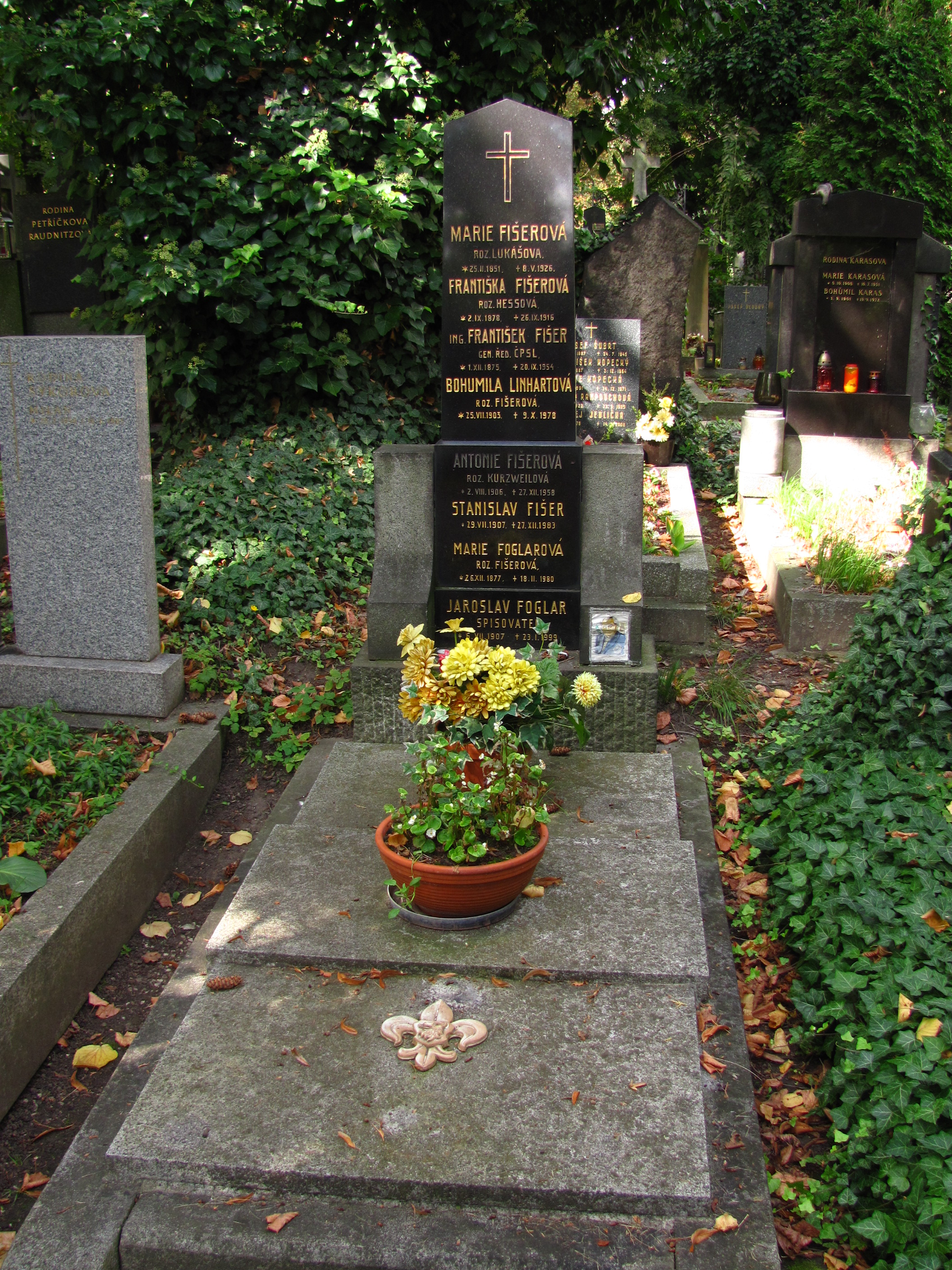
Hrob Jaroslava Foglara na Vinohradském hřbitově v Praze

Narodil se v Praze na Novém Městě, v Benátské ulici v domě č. 1712/3. Rodina se však krátce poté přestěhovala do Předlic u Ústí nad Labem a následně do Poděbrad – kvůli léčbě jeho otce Jindřicha. Ten zemřel 17. července 1911 ve věku 39 let v Poděbradech na srdeční nemoc, Jaroslavovi byly 4 roky. Od té doby žil Jaroslav Foglar pouze s matkou a starším bratrem Zdeňkem.
V roce 1914 se ovdovělá paní Foglarová s oběma syny přestěhovala zpět ku Praze, na Královské Vinohrady do Korunní třídy. Na jaře roku 1920 Jaroslav na výzvu svého kamaráda poprvé navštívil skautský oddíl, protože se mylně domnívali, že s ním mohou zdarma cestovat do Anglie. Zjistili, že cesta zdarma není, přesto dostali pozvání do oddílu. Navštívili tedy ještě několik schůzek a výprav za město. Při jedné z dalších akcí, kdy v ulicích Prahy prodávali losy Skautské loterie, se nachladil, a matka mu proto další skautování zakázala.
V roce 1923 byl společně se svým bratrem Zdeňkem přijat do 48. klubu oldskautů Jestřábi, podle kterého později dostal i svoji přezdívku Jestřáb. Jaroslav tehdy sice nesplňoval věk pro oldskauty, byl však přijat do jisté míry z nouze, aby měl klub dostatečný počet členů pro schválení v rámci skautské organizace. Trampské toulání s oldskauty jej však nezaujalo. Jako téměř dospělý nakonec přijal v roce 1924 nabídku vstoupit do 34. pražského oddílu Ohnivci.

### Počátky dospělosti
V roce 1924 skončil studium obchodní školy a krátce pracoval v informační kanceláři firmy Wys Muller & Co. Poté na třináct let přešel k firmě Oskar Stein, velkoobchod papírem, u níž pracoval jako fakturant.
O prázdninách roku 1925 vedl skautský tábor, při němž poprvé zavítal do Sluneční zátoky na řece Sázavě. Po návratu z tábora se z rozhodnutí rady Junáka 34. pražský oddíl sloučil s legendárním druhým pražským oddílem, tzv. Dvojkou, a Jestřáb přešel do jeho vedení jako rádce, aby se po dvou letech stal vůdcem oddílu. V této funkci vydržel plných šedesát let, čímž se zařadil mezi nejstarší oddílové vedoucí na světě. Teprve v roce 1987 po 60 letech nepřetržitého vedení předal oddíl svému nástupci.

### První publikační úspěchy
Dvě desítky let tradovanou legendu, že jako třináctiletý v novinách publikoval báseň Měsíční noci, dnes již badatelé odmítají. Rukopis ani dobový výtisk novin totiž doposud nikdo nedoložil, takže se patrně jedná o několik desetiletí starý bibliografický omyl. V roce 2010 bylo osvětleno i pozadí popěvku Biograf, jehož rukopis některé badatele mátl. Jak ukázala odborná rešerše agentury abcRedakce.cz, říkačka Biograf se později objevovala například i v repertoáru Osvobozeného divadla. Foglarovou první skutečně doloženou publikací je tedy povídka Vítězství z roku 1923, která vyšla v prosinci téhož roku v časopise Skaut-Junák č. 3, roč. X 
. Od začátku svého působení mezi skauty pociťoval zároveň touhu napsat nějakou jasnou a čtivou knihu, která by skauting propagovala. Podařilo se mu ji však napsat až na počátku třicátých let. Mezitím získával vůdcovské i textařské zkušenosti.
V roce 1934 se zúčastnil s knihou Modrý život Jiřího Dražana soutěže o nejlepší knihu pro mládež, vyhlášenou nakladatelstvím Melantrich. Spolu s dalšími dvěma autory získal první místo. Součástí vítězství bylo i vydání knihy. Pod novým názvem Přístav volá tak vyšlo jeho první dílo. V té době stále působil jako úředník. V roce 1935 přesvědčil nakladatelství Melantrich o koncepci nového časopisu pro mládež, a tak v červnu téhož roku vyšlo nulté číslo časopisu Malý hlasatel s odpovědným redaktorem Břetislavem Mencákem. Název byl brzy změněn na Mladý hlasatel. Foglar s časopisem začal spolupracovat jako externí redaktor.
Období jeho redaktorského působení v Melantrichu přišlo v roce 1938, kdy zde začal působit jako pracovník propagačního oddělení. Dne 8. května 1937 vyšla v Mladém hlasateli na jeho popud výzva k zakládání čtenářských klubů Mladého hlasatele a v létě téhož roku vyšlo první vydání knihy Hoši od Bobří řeky s ilustracemi Zdeňka Buriana. Od listopadu 1938 se ve vedení redakce objevil společně s Karlem Burešem a od 17. prosince začal vycházet na pokračování dnes již legendární seriál – Rychlé šípy, kreslený Janem Fischerem.
| „                                       | Za sto let ode dneška nebude záležet na tom, kolik peněz jsem měl v bance, v jakém domě jsem bydlel nebo v jakém autě jsem jezdil, avšak svět může být jiný, protože jsem byl důležitým v životě hochů. | “ |
| — Jaroslav Foglar (Jestřáb) v roce 1938 | |   |

Své povídky nebo příspěvky do časopisů podepisoval Jaroslav Foglar buď svým jménem, nebo různými autorskými šiframi, např. J.F., Jestřáb, -stř-, FGR, Fgr, F, -gl-,
-ar, po válce také J. Dimmock, Dug Savignan, D. Savigan a Ivan Alexandrovič.
Rozborem jeho předválečných inspiračních zdrojů se zřejmě nejvýrazněji zabývala kniha Miloše Dvorského Mýtus zvaný Stínadla, vydaná roku 2010 (druhé vydání 2011, třetí výrazně rozšířené z roku 2018).

### Činnost v období Protektorátu
S počátkem okupace a Protektorátu jsou paradoxně, ale jen shodou okolností, spojeny jedny z největších Foglarových redaktorských úspěchů – vrcholné období časopisu Mladý hlasatel s komiksem Rychlé šípy a také největší rozmach jeho čtenářských klubů (do jara 1941 jich bylo registrováno téměř 25 000). Na jaře roku 1941 byl však Mladý hlasatel úředně zastaven. Foglar sice mohl v Melantrichu zůstat na pozici technického redaktora, tato práce ho ale neuspokojovala. Navíc mu bylo nepříjemné nechávat zcela bez podpory početný zástup svých čtenářských klubů. Krátce po zastavení Mladého hlasatele proto přijal nabídku na spolupráci s rozhlasem, kde od konce léta začal v časopisu Rozhlas mladých řídit klubovou stránku, kterou zde založil. Hlavně ale začal psát scénáře pro rozhlasový pořad Klub zvídavých dětí. Postupně vzniklo 15 obsáhlých scénářů, které dohromady tvoří uzavřený příběh šestice pražských dětí.
První větší komplikace souvisely s jeho oddílovou činností. Junák, největší prvorepubliková skautská organizace, k němuž náležela i Foglarova Dvojka, se ocitl ve vnitřní krizi. Po vzniku Druhé republiky souhlasil s řadou politických ústupků ve svém programu (sloučení s jinými a názorově odlišnými skautskými organizacemi, změna krojů, politizace činnosti aj.), které pokračovaly i s příchodem okupantů a vznikem Protektorátu. Okupační orgány přes to všechno považovaly Junáka za nebezpečnou opoziční organizaci. V létě roku 1940 byly některé junácké tábory nečekaně rozehnány nacistickými bezpečnostními oddíly. Táboru Foglarovy Dvojky se tento zátah sice vyhnul, takže mohl pokračovat podle plánu až téměř do konce připraveného programu (navzdory tradovaným legendám o ukončení po několika dnech). Když však byla koncem roku 1940 organizace Junák úředně zastavena, musel i Foglar se svým oddílem hledat nouzové řešení pro pokračující oddílovou činnost. Byl zřejmě jedním z prvních, kdo se s oddílem přihlásil do organizace Dorostu Klubu českých turistů (tzv. „Káčata“), kde s oddílem setrval až téměř do konce okupace.
V roce 1942 vzniklo Kuratorium pro výchovu mládeže v Čechách a na Moravě, které následně začalo ovlivňovat veškerou mimoškolní organizovanou činnost dětí a mládeže. Jaroslav Foglar přešel během léta roku 1943 z rozhlasu do externí spolupráce s kuratorním časopisem Správný kluk, kde doufal navázat na dřívější činnost Mladého hlasatele. V rozhlasu se mu to z různých důvodů nepodařilo, ale v Kuratoriu zpočátku spatřoval slibný potenciál. Přál si proto, aby v redakci Správného kluka mohl získat stálý úvazek. Vedl zde opět čtenářské kluby, psal povídky a také scénáře pro Svorné gambusíny. Skončilo to ale přesně opačně. Protože od počátku neprojevoval pro oslavu protektorátního vlastenectví žádné pochopení, byl začátkem roku 1944 z redakce časopisu propuštěn. Až do konce Protektorátu sice dál vedl svůj oddíl a příležitostně publikoval, zároveň však rostl jeho strach z možného zatčení, případně z nuceného totálního nasazení. Přesto se ani na konci války neodkláněl od možnosti být prospěšný ve svém okolí, takže například po únorovém náletu na Prahu ochotně vypomáhal s několika chlapci z oddílu při odklízení sutin na pražských Vinohradech.
Činnosti Jaroslava Foglara mezi roky 1939–1945 se komplexně doposud jako jediná, zato však velice erudovaně a čtivě, věnovala obsáhlá publikace Klub zvídavých dětí • Jaroslav Foglar a Protektorát, vydaná v roce 2018.

### Třetí republika
Těsně po válce Foglar redigoval krátkou dobu časopis Junák. Pro názorové neshody však odtud brzy odešel do neskautského, obecně mládežnického časopisu Vpřed. První „foglarovské“ číslo časopisu Vpřed (č. 18) vyšlo 9. dubna 1946 s legendární kresbou Rychlých šípů na titulní straně (autor Bohumil Konečný – Bimba).
Tento časopis ukončil svoji činnost v roce 1948. Foglar při odchodu dostal od vydavatele nabídku, aby se stal redaktorem časopisu Mladý technik. To ale odmítl se slovy: „Technika není mým oborem“. Časopis v technických oborech sice navazoval na Mladého hlasatele, byl však orientován výhradně na techniku. To Foglara odpuzovalo a zřejmě ani nevěřil, že by zde mohl své romantické vize nějak smysluplně uplatnit. Odmítnutím nabízené redaktorské práce mu přitom propadlo i členství v Syndikátu novinářů.

### Potíže v období komunistických vlád
Protože byl díky značným honorářům za knihy a redakční nápady velice dobře finančně zaopatřen, chtěl po roce 1948 zůstat na volné noze. Na nátlak komunistické kontrarozvědky byl však nucen na několik let přijmout místo vychovatele učňovské a středoškolské mládeže. Díky tomuto přizpůsobení, a také díky vytěžování ze strany Státní bezpečnosti (StB), mohl dál vést svůj oddíl, byť pod hlavičkou turistického oddílu (skauting byl opět rozpuštěn).
Prvnímu výslechu ze strany Státní bezpečnosti byl Foglar podroben v létě roku 1954. Na podzim 1955 s StB podepsal tzv. vázací akt spolupráce a byl veden pod krycím jménem „Šípek“. V rámci tohoto uvázání byl přinucen podat několik písemných hlášení, jimiž se snažil nikomu neublížit.[zdroj?] Po několika měsících, v březnu 1956, napsal řídícímu důstojníkovi dopis, v němž zoufale psal, že na tuto spolupráci časově ani nervově nestačí, načež StB překvapivě jeho spis uzavřela a odložila.
Dne 7. srpna 1952 vyšel v Mladé frontě článek budoucího spisovatele Ivana Klímy, nazvaný „Odhalujeme tajemství Chaty děsu“, ve kterém autor kritizuje z třídního hlediska knihy Jaroslava Foglara a ještě dalších třech spisovatelek. Foglarův bývalý kolega z redakce Vpředu, dr. Karel Bureš, považuje tento článek za Foglarovo „poslání na index“. Vyjma jedné krátké epizody z roku 1957 nebyl Foglar v letech 1948–1962 publikačně nijak činný. Až začátkem šedesátých let začal spolupracovat s pionýrským časopisem ABC mladých techniků a přírodovědců, jehož redakci vedl Vlastislav Toman. V letech 1963–1966 pro tento časopis vytvářel komiks Kulišáci kreslený Jiřím Kráslem a redigoval rubriku Kompas. K dalšímu vývoji došlo poté, kdy se spisovatelovým souhlasem rozvířil v roce 1964 veřejnou diskusi nad foglarovkami Petr Sadecký. Znovu začal publikovat a stal se spisovatelem na volné noze. Po delší odmlce se v roce 1965 na trhu objevil román Tajemná Řásnovka, který začal psát už za Protektorátu. V Ostravském kulturním zpravodaji začaly znovu od začátku vycházet Rychlé šípy i s novými příběhy, kreslenými Marko Čermákem. V průběhu roku 1968 mohl Foglar opětovně vést svůj oddíl. Postupně začal psát i další knihy včetně dalšího (v pořadí již třetího) dílu o Rychlých šípech ve Stínadlech.
Okupace Československa vojsky Varšavské smlouvy a nastolení socialistické normalizace však znamenaly nové umlčení jeho veřejné činnosti i skautské činnosti Pražské Dvojky. V sedmdesátých letech se proto věnoval převážně práci s oddílem (opětovně přejmenovaným na turistický oddíl „Hoši od bobří řeky“), publikoval příležitostně a pouze časopisecky. V roce 1975 byl kontrarozvědkou dokonce krátce evidován pod krycím jménem „Jestřáb“ jako potenciální nepřítel socialistického státu. Situace se začala pozvolna měnit až koncem osmdesátých let. Výraznou byla jeho spolupráce s výtvarníkem Kájou Saudkem na komiksových seriálech pro Českou speleologickou společnost pod názvy Modrá rokle, Ztracený kamarád a Jeskyně Saturn.

### Po roce 1989

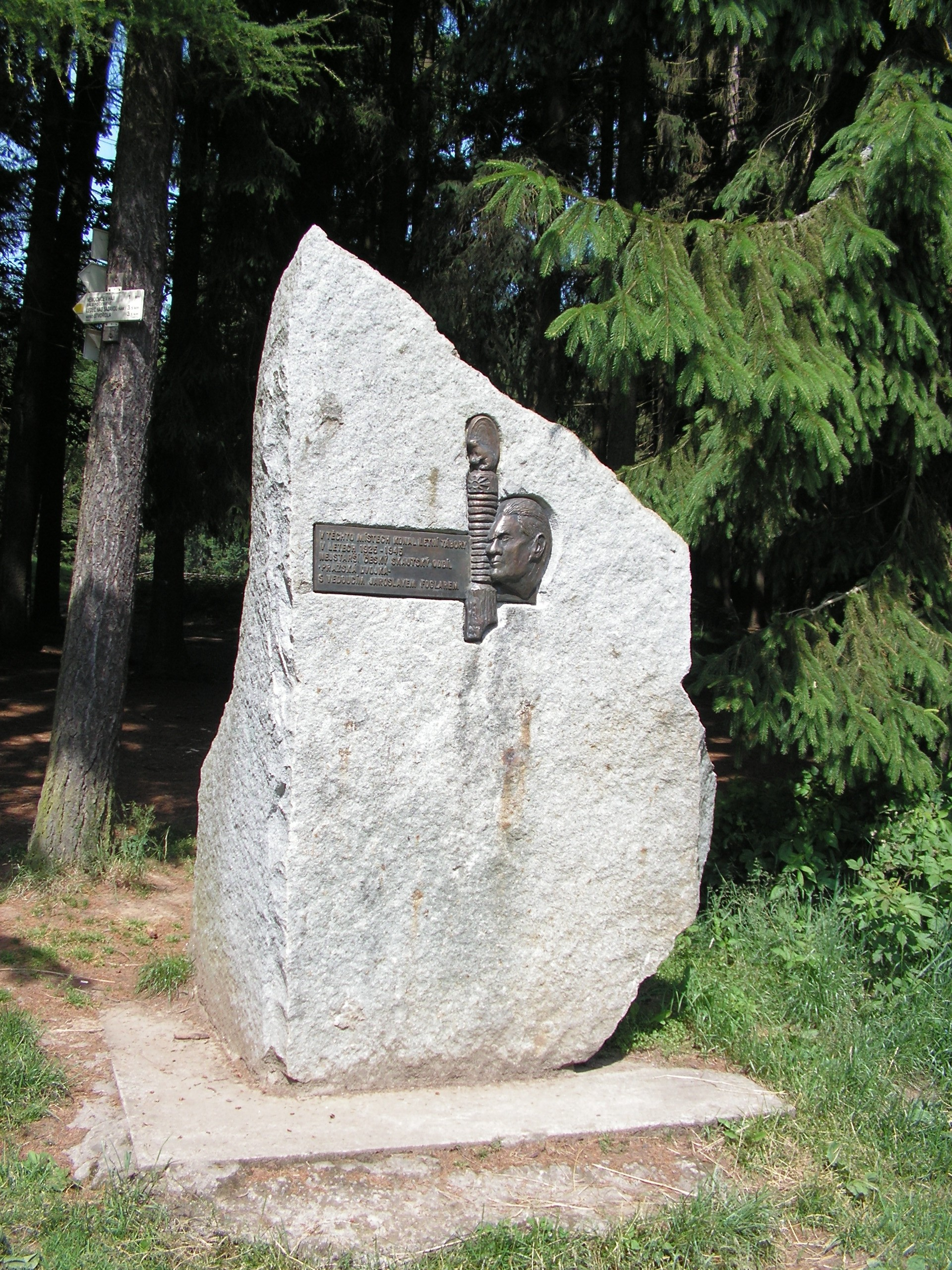
Památník Jaroslava Foglara ve Sluneční zátoce

Po revoluci roku 1989 měl Jaroslav Foglar plně otevřenu cestu ke čtenářské veřejnosti. S nakladatelstvím Olympia, s nímž měl dobrou zkušenost už z let 1968/1969 (tehdy mu v Olympii vyšly 4 knihy), uzavřel exkluzivní smlouvu na vydávání Sebraných spisů Jaroslava Foglara. Postupně tak vyšlo mezi roky 1990 a 2000 všech 26 jeho knih (s edičními poznámkami Václava Noska-Windyho a posledních pět svazků, výpisy z kronik, ve spolupráci s editorem Milošem Zapletalem). Všechny svazky edice byly se souhlasem Jaroslava Foglara podrobeny citlivé redakční a jazykové úpravě, aby byly blíže současnému mladému čtenáři (podíleli se na nich zejména šéfredaktor a iniciátor edice Vladimír Dobrovodský a redaktorka dr. Jaroslava Poberová). V roce 1997 vyšlo k Foglarovým devadesátinám jubilejní, patnácté vydání Hochů od Bobří řeky s pamětním listem. A na sklonku Foglarova života splnilo Nakladatelství Olympia jeho největší přání a vydalo v samostatné knize všechny kreslené seriálové příběhy Rychlé šípy a poté rovněž v jedné knize kreslené seriály Svorní gambusíni a jiné příběhy.
Bezprostřední porevoluční atmosféra představovala mimořádné oživení zájmu o Foglarovo dílo, doložené vysokými náklady jeho knih. Byl v tom i jistý projev občanské satisfakce za všechna minulá příkoří. Ne všechno však bylo v pořádku. Dne 18. listopadu 1992 byl přepaden dvěma učni, kteří ho chtěli okrást o peníze. Dovolal se však pomoci sousedů. Sdružení přátel Jaroslava Foglara na to tehdy zareagovalo seminářem Hledáme lék na dětskou kriminalitu, v jehož rámci byly v následujících letech konány přednáškové cykly, natáčeny filmy a vydávány sborníky přednášek. Sama skutečnost, že dva mladí chlapci jdou násilně přepadnout starého spisovatele, který výchově mládeže věnoval celý život, působila jako šok. Další šok přišel v roce 1995. Od jara byl dlouhodobě hospitalizován, přesto podle možností dál vyjížděl na besedy se čtenáři. K jeho devadesátinám a taktéž k nedožitým devadesátinám ilustrátora Rychlých šípů Jana Fischera uspořádalo Muzeum hlavního města Prahy rozsáhlou výstavu s názvem Po stopách Rychlých šípů. Neznámí zloději však na této výstavě ukradli jeho první deník a jednoho z kovových ježků v kleci.
Samotný závěr jeho života byl spojen s horečnými aktivitami některých jeho příznivců. Zároveň byl poznamenán mediálně stále více sledovaným hašteřením různých skupin jeho příznivců, které měly diametrálně odlišný názor na využití jeho odkazu a především jeho finanční pozůstalosti.

### Úmrtí a dědictví
Jaroslav Foglar zemřel 23. ledna 1999 v pražské Thomayerově nemocnici ve věku 91 let. Je pochován na Vinohradském hřbitově v Praze.
V roce 1996 v závěti odkázal celý svůj majetek nově vzniklé Nadaci Jaroslava Foglara. Tuto závěť zpochybnil Foglarův synovec Petr Foglar. Soudní spor byl ukončen až v roce 2012 (kdy již nežil ani samotný Petr Foglar), kdy byla platnost závěti potvrzena. Nadace však zatím vstoupila do likvidace. V rámci likvidace byla většina majetku postupně převedena na nově vzniklou Skautskou nadaci Jaroslava Foglara.

### Odkaz

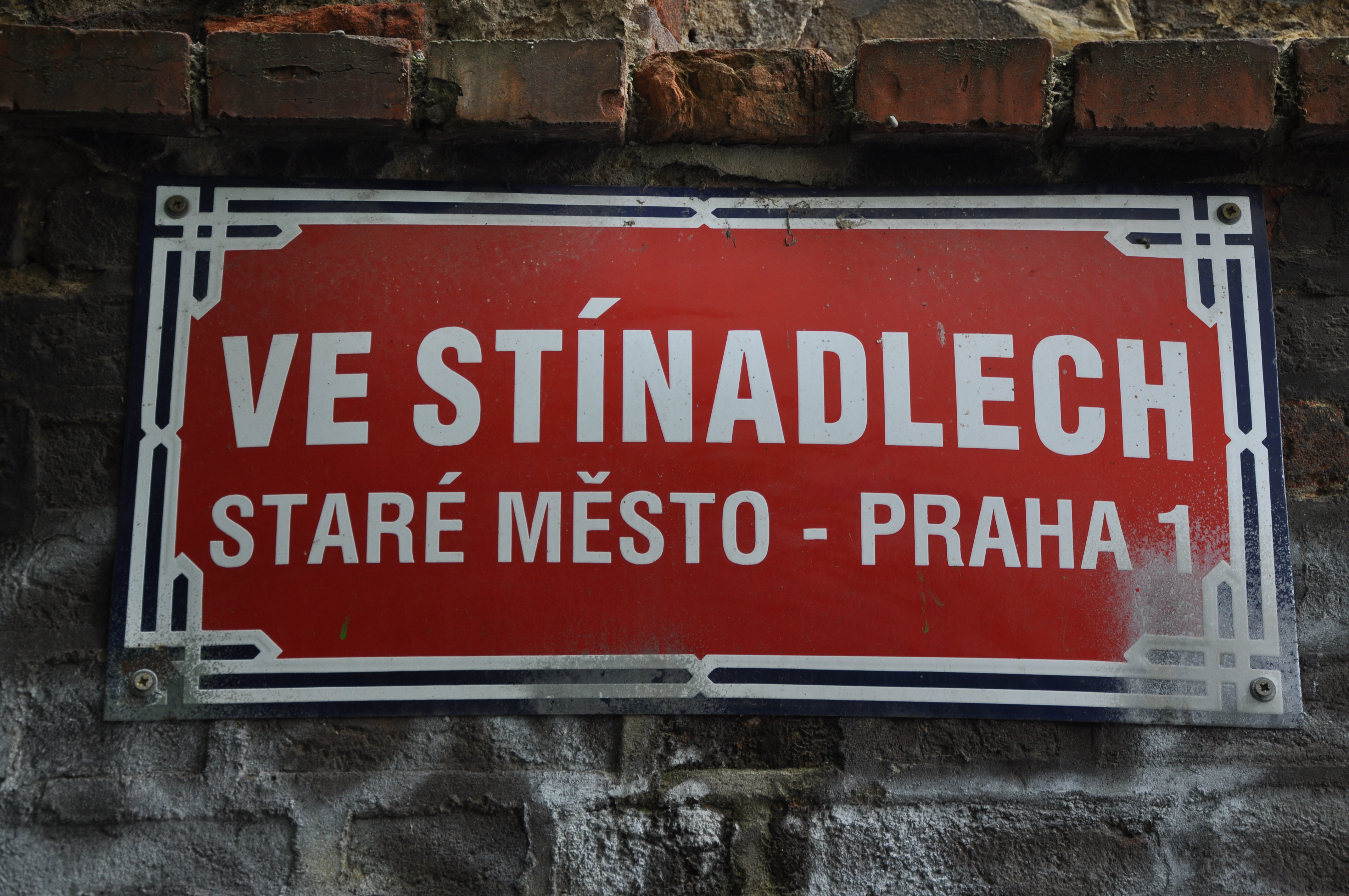
Označení ulice Ve Stínadlech v Praze

U příležitosti nedožitých 100. narozenin Jaroslava Foglara byla v Praze v Haštalské čtvrti, která byla jedním z předobrazů Foglarových Stínadel, krátká ulička, spojující ulici U Obecního dvora a Haštalské náměstí, pojmenována Ve Stínadlech.
V roce 2014 rozhodlo zastupitelstvo města Dobříš o pojmenování několika nových ulic na motivy díla Jaroslava Foglara. K původně navržené ulici Jaroslava Foglara přibyly ještě ulice Rychlých šípů, Ke Stínadlům, Jana Tleskače a Velkého Vonta. Už dříve přitom k podobnému kroku sáhli v Kuřimi na Brněnsku – v nové obytné lokalitě jsou ulice Foglarova a Jestřábova, Dušínova, Metelkova, Hojerova, Červenáčkova a Rychlonožkova, dále Bohoušova, Losnova, Rozdělovací, Tleskačova a Vontská. Smutným paradoxem je, že právě v Dušínově ulici docházelo k týrání dvou malých chlapců v tzv. Kuřimské kauze.
Dne 28. října 2017 mu byla z rukou českého prezidenta Miloše Zemana udělena medaile Za zásluhy (in memoriam). K výročí 110 let od Foglarova narození (6. července 2017) vzniklo první stálé muzeum Jaroslava Foglara v prostorách hradu Ledeč nad Sázavou, blízko jeho oblíbeného tábořiště ve Sluneční zátoce. V roce 2018 oznámilo nakladatelství Albatros, že znovu vydá zásadní díla Jaroslava Foglara.

### Spekulace o sexuální orientaci
Foglarovo líčení přátelských vztahů mezi chlapci i literární opěvování chlapeckých povah i opálených těl, jeho celoživotní působení mezi chlapeckou mládeží i staromládenecký život s matkou zavdávaly příčinu ke spekulacím o jeho sexuální orientaci. Nejvýrazněji to rozvířil Jaroslav Hanzel, který se po jeho smrti zapojil do soudního sporu o dědictví, vedeného mezi Foglarovým synovcem a Nadací Jaroslava Foglara. Redaktor Reflexu Jan Potůček dostal od Hanzela někdy okolo roku 1999 rozsáhlou cyklostylovanou „lékařskou zprávu“ o Foglarově údajné homosexualitě. Potůček ji vyhodnotil jako velmi amatérskou analýzu osobnosti, založenou na citátech z foglarovek, deníků a vyjádření bývalých členů Foglarova oddílu. Byť Potůček zprávu nikde na Hanzelovu žádost nezveřejnil, později její existenci potvrdil (Hanzel ji naopak popřel), protože se mezitím dostala i do dalších rukou. Hanzel nicméně na Foglarově homoerotickém cítění trval, což dokládal opět některými neověřitelnými svědectvími z druhé či třetí ruky.
Provokativní představa chlapeckého spisovatele jako gaye vyvolala řadu polemik. Někteří autoři najednou začali s naprostou samozřejmostí psát o množství sexuality, která se na stránkách jeho děl údajně objevuje. Ladislav Zikmund–Lender provedl výzkum mezi gayi nad 30 let a zjišťoval, jak vnímali Foglarovo dílo: Většina z nich vyjadřovala k homoerotickému výkladu díla Jaroslava Foglara spíše odpor a hodnotili čistotu a ideál přátelství, zobrazené v knihách, vesměs jako neerotické. Byť se tedy na této úrovni snažili někteří Foglara hájit, laická veřejnost většinou postřehla jen pomyslnou provokativní mlhu o Foglarově sexualitě. Do tohoto kontextu hledání sexuality zapadá i názor sexuologa Petra Weisse, podle něhož Hans Christian Andersen, Lewis Carroll i Jaroslav Foglar byli pedofily.
Znalci Foglarova díla vesměs jakékoli spekulace o spisovatelově sexuální orientaci odmítali. Souhlasili s tím, že ve svých dílech používal téměř výhradně chlapecké postavy. V Chatě v Jezerní kotlině je to Pavel Zeman a Ludva Grygar, Přístav volá je příběhem Jiřího Dražana a Ládi Vilemína, v knize Když duben přichází jsou hlavními hrdiny Lubor Klement a Vojta Řezina. Znalci to zdůvodňují především dříve běžným pojetím oddělené výchovy chlapců a děvčat. Miloš Zapletal souhlasil, že žádný z hrdinů Foglarových chlapeckých románů nepokukuje po děvčatech. Ani Foglar sám se nikdy neoženil a skoro všechen volný čas věnoval vedení chlapeckého skautského oddílu. Zapletal tak došel k závěru, že v tomto smyslu zcela určitě Foglar „normální“ nebyl, ale dle Zapletala jeho nesmírně silná motivace neměla nic společného se sexuální orientací.
Analýza Foglarových děl ukazuje, že především v počátcích své tvorby a rovněž v jejím závěru se kladné postavy děvčat v jeho díle objevovaly. Většinou sice jako postavy vedlejší, nicméně ne vždy. Jiřka, Lenka a Martina z Historie Svorné sedmy a především Vlasta objevující se v několika příbězích Rychlých šípů jsou postavy dějově poměrně zásadní. O heterosexuální orientaci Jaroslava Foglara svědčí dle webu Vontové.org také spisovatelovy deníky a další dochované archiválie. Sám Foglar uvádí ve svém životopisném díle Život v poklusu, že jeho spolupracovnice z redakce Květa Žaludová byla jeho „tajnou láskou“.
Dalším dokladem jeho heterosexuality je podle Miloše Zapletala skutečnost, že se v jeho blízkosti během života objevila řada žen, o které buď projevil zájem, nebo se do něj zamilovaly. Jeho první velkou láskou byla během studia na obchodní škole Božena Voldřichová. Později, v roce 1927, byl tak okouzlen Jiřinou Kalousovou, že jí umožnil účast na táborovém programu a věnoval jí pak vlastnoruční opis táborové kroniky. V roce 1947 si do deníku napsal, že se ožení s M. M., o 18 let mladší spolupracovnicí z časopisu Vpřed a úspěšnou skautskou vedoucí, která jej obdivovala jako svůj vzor – vztah trval rok a půl. Neboť vztah k oddílu byl podle Zapletala Foglarovou největší a nejstálejší láskou. Později opakovaně litoval, že nezaložil vlastní rodinu. Vynahrazoval si to tím, že navštěvoval rodinu svého bratra a dlouhé hodiny si hrál s jeho dětmi; synovec Petr se později stal i členem jeho oddílu. Za přesvědčivý důkaz toho, že měl k chlapcům vztah výhradně výchovný a pedagogický, nikoli sexuální, považoval Miloš Zapletal skutečnost, že si ze stovek chlapců, které po několik desetiletí vedl, nikdy nikdo nestěžoval na nějaké obtěžování nebo zneužívání a že nic takového proti němu nikdy nezneužili ani jeho osobní nepřátelé, kterých měl vždycky dost, ani Státní bezpečnost, která se neodvážila nic podobného ani naznačit.
Foglarovým ženám a dívkám, procházejícím jeho životem i dílem, se detailně věnuje Jiří Zachariáš-Pedro v knize „Stoletý hoch od Bobří řeky“ a také Petr Vyleta v obsáhlé stati „Jestřábovy nejen vesele hvízdající lásky“ uveřejněné ve Sborníku nezávislých foglarovců č. 8/2019.
Pokud jde o jím celoživotně propagovaný kult těla, který někteří jeho odpůrci v posledních letech rovněž označovali jako úchylku, Miloš Dvorský opakovaně zdůrazňoval jeho vzory z dětství (např. film Zorro mstitel) nebo vliv organizace Wandervogel. Podle Dvorského není v jeho díle vidět nic víc než ideály antické kalokagathie v podobě, jak byla tato filozofie na počátku 20. století popularizována skrze organizace typu Wandervogel, Junák, Sokol a jiné podobné.

## Charakter tvorby

### Motivy
Typickým Foglarovým hrdinou je chlapec z města, na prahu dospívání. Dívky se vyskytují jen okrajově a v podružné roli, výjimkou je Historie Svorné sedmy, kde je ústřední klub složen z hochů i děvčat. Milostné nebo sexuální vztahy se ve Foglarových příbězích každopádně nenacházejí. Dospělí se také objevují jen okrajově, hlavně jako rodiče, učitelé nebo bezejmenné postavy ze světa, který tomu chlapeckému nerozumí. Výjimkou jsou mladí skautští vedoucí, případně osoba jejich typu (Rikitan; učitel Kovář z Když Duben Přichází).
Hlavním hrdinou románu bývá jednotlivec nebo dvojice či větší skupina, většinou ale vždy existuje jedna postava, jejíž osudy a myšlenkové pochody především sledujeme. Např. v Pokladu Černého delfína je to Standa Melichar z dvojice s Lojzkem Noskem, v Chatě v Jezerní kotlině Pavel Zeman z dvojice s Ludvou Grygarem.
V řadě románů je hrdinou citlivý a čestný chlapec, který trpí nepochopením okolí (často rodičů), při hledání dobrodružství se někdy zaplete s pochybnými kumpány a nakonec nachází naplnění svých potřeb v ušlechtilém přátelství s vrstevníkem nebo ve skautském oddíle či podobném spolku.
Opakovaným motivem je liduprázdná divoká krajina „za městem“, kam je obtížný přístup a kde chlapečtí hrdinové svobodně tráví čas a zažívají dobrodružné příhody (Chata v Jezerní kotlině, Dobrodružství v Zemi nikoho, Modrá rokle). V podobných lokalitách vrcholí i romány ze skautského prostředí.
Foglar v příbězích nešetří tragédiemi, jako jsou vážná zranění, onemocnění nebo i smrt. Zpravidla však nepostihují hlavní hrdiny, ale jejich okolí, a mívají výchovný podtext, neboť jsou způsobeny nezodpovědným či nebezpečným chováním.

### Autorský styl
Foglarův literární styl má několik typických rysů. Jedním z nich je časté používání nezvyklých, až bizarních jmen vedlejších postav, jejich příjmení mnohdy nemají žádný reálný předobraz (Dabinel, Dratuš, Dymorák, Hačiřík, Komour, Losna, Mažňák, Macíř, Mencíř, Murkač, Šprundibour, Vilemín a jiné), vymyšlené je ostatně i příjmení Tleskač. Dále je často přítomen svérázný humor, dialogický nebo situační. Některá jeho díla jsou vysloveně humoristická, jako Tábor smůly, Nováček Bubáček píše deník nebo řada dílů komiksu o Rychlých šípech.
Výchovná a poučná stránka je u Foglara někdy tak zdůrazněna, že některé pasáže mají až charakter ilustrované příručky (např. román Hoši od Bobří řeky obsahuje přesné návody jak lovit bobříky, jinde jsou podrobně popsána pravidla her vhodných pro tábor, některé díly Rychlých šípů učí, jak skákat do záchranné plachty, jak ze čtyř rukou vytvořit nosítka apod.), nebo je mezi kapitoly vložen přímo seznam zásad správného chování. Nebývá to ale na úkor čtivosti celku. Mnohé romány nejsou prosty upřímného patosu, opěvujícího zpravidla krásy nevinného chlapectví, přátelství, jara a přírody.
Foglar používá poutavý jazyk blízký duši mladých hochů, ale i dívek. Mluva jeho chlapeckých hrdinů ve starších dílech působí dnes již poněkud archaicky, ale víceméně koresponduje s celkovou atmosférou děl. Posun k současnějšímu jazyku je však patrný například v jeho posledním románu Modrá rokle, kde mají také některé postavy moderně znějící jména (Denny, Altar). Výrazný posun v přizpůsobení Foglarova původního jazyka moderní češtině je zcela zřejmý teprve v nových vydáních Foglarových děl v rámci edice Sebraných spisů J. F., které vycházely po roce 1989 v nakladatelství Olympia. Autor s pochopením akceptoval redakční a jazykové úpravy svých děl a bez výhrady je přijal.

### Ohlasy na dílo Jaroslava Foglara
Jeho dílo ovlivnilo významnou část populace Československa a dalo vzniknout určité subkultuře. Za všech politických režimů měl mnoho příznivců a přátel, ale také mnoho kritiků nebo dokonce nepřátel. Zároveň měl mnoho napodobitelů i několik epigonů. Svým celoživotním zaměřením na zážitkovou výchovu mladých byl pro mnoho lidí velkým inspirátorem.
Na dílo, zejména Stínadelskou trilogii o Rychlých šípech, navazuje řada dalších autorů – například Svatopluk Hrnčíř s několika díly Ostrov Uctívačů ginga nebo Jaroslav Velinský (Kapitán Kid) s dílem Poslední tajemství Jana T..
Už v 60. letech vznikl v okruhu sběratelů Klub přátel Jaroslava Foglara, po sametové revoluci pak na něj navázalo Sdružení přátel Jaroslava Foglara, fungující dodnes. Původně sběratelský kroužek se snaží propagovat Foglarovo dílo mezi současnou mládeží a funguje jako běžné sdružení dětí a mládeže. Podle možností se také snaží navázat i na myšlenku dětských čtenářských klubů, kterou v šedesátých letech 20. století rozvíjel časopis ABC mladých techniků a přírodovědců, byť Miloš Dvorský na přehledné analýze statistik ukazuje, že to není nijak snadné.

## Dílo
Foglarovy knihy vycházejí převážně v češtině, ale několik knih bylo přeloženo do slovenštiny (4 knihy), polštiny (4 knihy), ukrajinštiny (1 kniha) a Hoši od Bobří řeky i do ruštiny, němčiny a esperanta.
Všechna Foglarova díla (včetně výpravných samostatných vydání komiksových Rychlých šípů a Svorných gambusínů a též trilogie Rychlé šípy ve Stínadlech) vyšla v knižní edici nakladatelství Olympia Sebrané spisy Jaroslava Foglara. Detailní přehled vydaných i nevydaných děl Jaroslava Foglara je k dispozici na badatelském webu Vontové.org.
Majitel knižních práv – Skautská nadace Jaroslava Foglara – se v dubnu 2018 dohodl s nakladatelstvím Albatros, že vydá dílo Jaroslava Foglara v novém vydání.
- v roce 2018 – Hoši od Bobří řeky a Chata v Jezerní kotlině,
- v roce 2019 – Záhada hlavolamu, Dobrodružství v Zemi Nikoho a Hoši od Bobří řeky (retro vydání)
- v roce 2020 – Stínadla se bouří, Boj o první místo, Tajemná Řásnovka, Záhada hlavolamu (retro vydání)[44][45][46]
- v roce 2021 – Tajemství Velkého Vonta, Rychlé šípy Jana Fischera a Pod junáckou vlajkou
- v roce 2022 – Strach nad Bobří řekou, Rychlé šípy – sešit 1, Stínadla se bouří (retro vydání)

### Knihy
- Přístav volá (pův. vydání 1934), o přátelství Jirky Dražana a Ládi Vilemína, román seznamuje s Modrým životem
- Boj o první místo (1936), o cestě Petra Solnara k naplnění svých tužeb ve skautském oddíle
- Hoši od Bobří řeky (1937), klasické dílo o skupině 12 chlapců, které vede mladý muž Rikitan k ušlechtilému životu podle skautských zásad, seznamuje s lovem bobříků
- Tábor smůly (1938), humoristická sbírka zážitků z Foglarova dětství a vedení skautských táborů
- Chata v Jezerní kotlině (1939), o přátelství Pavla Zemana a Ludvy Grygara, román silně akcentuje škodlivost kouření
- Historie Svorné sedmy (1940), o partě dětí z jednoho činžáku a jejích příhodách
- Pod junáckou vlajkou (1940), příběh Mirka Trojana, který za nepoctivým účelem vstoupí do skautského oddílu, jehož prostředí ho napraví
- Záhada hlavolamu (1941), jeden z nejslavnějších románů, o dobrodružství Rychlých šípů ve Stínadlech a hledání ježka v kleci, zpracováno i jako televizní seriál a celovečerní film, první díl tzv. Stínadelské trilogie
- Když Duben přichází (1944), o několika spolužácích ze znesvářené školní třídy, kteří k sobě hledají cestu
- Stínadla se bouří (1947), navazuje na Záhadu hlavolamu, druhý díl tzv. Stínadelské trilogie
- Tajemná Řásnovka (1965), o peripetiích chlapeckého klubu na pražské Řásnovce
- Poklad Černého delfína (1966), o dvou pražských klucích, kteří vstoupí do skautského oddílu, děj je velmi konkrétně lokalizován do ulic Starého Města
- Kronika Ztracené stopy (1967), rady a návody pro činnost klubů
- Dobrodružství v Zemi nikoho (1969), příběh dvou kamarádů Vládi a Vincka, kteří se zapletou do hledání vzácných zkamenělin v opuštěné lomové krajině
- Devadesátka pokračuje (1969), navazuje na knihu Pod junáckou vlajkou
- Tajemství Velkého Vonta (1986) české vydání v Německu), navazuje na Stínadla se bouří a uzavírá tzv. Stínadelskou trilogii, vydanou později v jednom svazku jako Rychlé šípy ve Stínadlech
- Dobrodružství v temných uličkách (1990), obsahuje Záhadu hlavolamu, Stínadla se bouří a první vydání Tajemství Velkého Vonta v Československu
- Tajemství Velkého Vonta (1992), první samostatné vydání
- Život v poklusu (1989/1990), autobiografie
- Nováček Bubáček píše deník (1990), s humornou nadsázkou podané zážitky skautského nováčka
- Jestřábe, vypravuj… (1990), sbírka krátkých povídek z rozličných prostředí
- Strach nad Bobří řekou (knižně 1990, napsáno ale o několik let dříve) navazuje na Hochy od Bobří řeky a zřetelně, byť nevysloveně, odkazuje k období nacistické okupace
- Výprava na Yucatan, (1990, Západočeské nakladatelství Plzeň), výňatky z oddílových kronik Dvojky z let 1926–1973 (vybral Miloš Zapletal)
- Náš oddíl (1992), příručka pro práci ve skautském oddíle
- Modrá rokle (1994), poslední Foglarův román, zpracovaný původně jako komiks, o chlapeckém klubu z nejmenovaného velkoměsta, kteří zažívají dobrodružství v opuštěném krasu
- Kronika Hochů od Bobří řeky I. a II. díl – I. díl: Skautský rok a II. díl: Tábory ve Sluneční zátoce a na Zelené říčce (1996), výpisy z kronik, editor Miloš Zapletal
- Rychlé šípy (1998) souborné knižní vydání kresleného seriálu
- Svorní gambusíni a jiné příběhy (1999), knižní vydání dalších kreslených seriálů
- Z Bobří hráze (1999), výpisy z kronik, editor Miloš Zapletal
- Hry Jaroslava Foglara (2000), výpisy z kronik, editor Miloš Zapletal
- Rychlé šípy ve Stínadlech (2005), soubor, obsahuje Záhadu hlavolamu, Stínadla se bouří a Tajemství Velkého Vonta, ilustrace Milan Teslevič
- Tábor Zelené příšery (2007), výpisy z kronik, editor Miloš Zapletal
- Tábor ve Sluneční zátoce (2007), obsahuje libreto zmíněné divadelní hry, přehled táborů Jaroslava Foglara a příručku Tábornická moudrost, aneb Tábor – podnik pro celé muže
- Rychlé šípy Jaroslava Foglara a Jana Fischera (2021), revitalizované vydání všech příběhů z pera Jana Fischera a zároveň první publikace obsahující všechny Fischerovy kresebné verze
- Rychlé šípy Jaroslava Foglara, Marko Čermáka, V. Junka, B. Čermáka a J. Gruse (2022), revitalizované vydání všech zbylých příběhů od ostatních kreslířů vyjma Jana Fischera

### Edice Skautské nadace Jaroslava Foglara
- Běh mého života (2018)
- Hromadné dopisy (2020)
- Jestřábova švýcarská dobrodružství (2020)
- Deník Jana Tleskače (2020)
- 15 besídek Klubu zvídavých dětí (2021)

### Příručky pro práci s mládeží
- Zápisník 13 bobříků (s Dr. Karlem Burešem, 1941)
- Můj turistický zápisník (s Kamilem Buderou, 1985)
- Skautské hry v přírodě (s Milošem Zapletalem + autoři: Robert Baden–Powell, Antonín Benjamin Svojsík 1991)
- Skautské hry v klubovně (s Milošem Zapletalem 1991)
- Skautský tábor (s Milošem Zapletalem, Jiřím Herzánem, Jiřím Lasovským, 1991)

### Kreslené seriály
- Rychlé šípy (1938–1941, 1946–1948, 1966–1971, 1986, 1989), souborné knižní vydání v roce 1998, nové souborné vydání v roce 2021 a 2022
- Svorní gambusíni (1943–1944)
- Příběhy Medvědí družiny (1945/1946)
- Pim a Red (1947–1948)
- Za poklady starých Inků (1948)
- K pramenům neznámé řeky (1964–1965)
- Kulišáci (1963–1966)
- Chata v Jezerní kotlině (1969/1970)
- Záhada hlavolamu (1971)
- Stínadla se bouří (1970)
- Tajemství Velkého Vonta (2012)
- Modrá rokle (1984), komiks Káji Saudka
- Ztracený kamarád (1987), volné pokračování Modré rokle, komiks Káji Saudka
- Jeskyně Saturn (1990/1991), další volné pokračování Modré rokle, komiks Káji Saudka
- Kreslené seriály Jaroslava Foglara (1990), výběr sestavil Ivan Vápenka
- Expedice Borneo (2007)
- Hoši od Bobří řeky (2007), komiks Ivany Peroutkové a Milana Tesleviče
- Modrý život Jiřího Dražana aneb Přístav volá (2014), komiks Milana Tesleviče

### Divadelní hry
- Tábor ve Sluneční zátoce (divadelní hra) (1939)
- Tajemství Jezerní kotliny (1970)

### Filmy a seriály podle námětu Jaroslava Foglara
- Záhada hlavolamu (1993) – film
- Záhada hlavolamu (1969) – televizní seriál